# Antonino Gentile
Antonino Gentile (Palermo, 1790 – Catania, 29 marzo 1834) è stato un architetto italiano.
È principalmente noto per aver progettato il grande Gymnasium di Villa Castelnuovo, sulla Piana dei Colli di Palermo, realizzato tra gli anni venti e trenta dell'ottocento su commissione di Carlo Cottone per il futuro Istituto Agrario Castelnuovo, affrescata dall'artista Francesco Ognibene. Per tale edificio si ispirò all'Orto botanico di Palermo progettato da Léon Dufourny.
Dal 1818 alla sua morte fu docente di architettura civile presso l'Università di Palermo.